# اندر (فرانسه)

اندر (به فرانسوی: Indre) سی و ششمین شهرستان فرانسه است. شهرستان اندر در مرکز این کشور قرار دارد. این شهرستان زیرمجموعه ناحیه سانتر می‌باشد. مساحت این شهرستان ۶٬۲۵۷ کیلومتر مربع و جمعیت آن ۲۳۱٬۱۳۹ نفر است. این شهرستان در خلال انقلاب فرانسه بر پا گردید. دو روستای زیبا و معروف فرانسه به نام های Gargilesse-Dampierre و Saint-Benoît-du-Sault در این شهرستان واقع شده است. 